# Hernán Zanni
Hernán Luis Zanni (n. Rosario, Santa Fe, Argentina; 17 de octubre de 1987) es un futbolista argentino que juega de mediocampista y su actual equipo es Sportivo Rivadavia

## Trayectoria
Hernán Zanni realizó las divisiones inferiores en Newell's Old Boys de Rosario, donde debutó en la Primera División de Argentina. En el año 2010 continuó su carrera en el Torneo Argentino A, jugando para Douglas Haig de Pergamino.
Un año más tarde fue incorporado a Guillermo Brown de Puerto Madryn. En esa temporada 2011-2012, convertiría 5 goles, uno de ellos el 19 de mayo de 2011 por la fecha 34 de la Primera B Nacional 2011/12, en el empate 2 a 2 ante River Plate en el Estadio Monumental de Buenos Aires.
Finalizada la temporada con Guillermo Brown, siguió su trayectoria en el fútbol boliviano, más precisamente en Oriente Petrolero. En el 2013 emigró al fútbol venezolano para desempeñarse en ACD Lara durante una temporada. Y en 2014 volvió Puerto Madryn para vestir nuevamente la camiseta del club portuario Guillermo Brown, donde consiguió el ascenso a la Primera B Nacional luego de finalizar en el primer lugar de la Zona 1 del Torneo Federal A 2014.
En el 2017 es contratado por la Liga de Loja para jugar la Serie B de Ecuador donde marcaría 10 tantos durante toda la temporada.

## Clubes
| Club                    | País      | Año             |
| ----------------------- | --------- | --------------- |
| Newell's Old Boys       | Argentina | 2008 - 2010     |
| Douglas Haig            | Argentina | 2010 - 2011     |
| Brown de Puerto Madryn  | Argentina | 2011 - 2012     |
| Oriente Petrolero       | Bolivia   | 2012 - 2013     |
| ACD Lara                | Venezuela | 2013 - 2014     |
| Brown de Puerto Madryn  | Argentina | 2014 - 2015     |
| Sportivo Belgrano       | Argentina | 2016            |
| Liga de Loja            | Ecuador   | 2017            |
| Manta FC                | Ecuador   | 2018            |
| Atlético San Jerónimo   | Argentina | 2019            |
| Liga de Loja            | Ecuador   | 2019 - 2020     |
| Club Atl. Carcarañá     | Argentina | 2021            |
| Club Sportivo Rivadavia | Argentina | 2022-actualidad |